# بلای دوم
بلای دوم(به مجاری: II. Béla)(زادهٔ پیرامون ۱۱۱۰- مرگ ۱۳ فوریه ۱۱۴۴) پادشاه مجارستان و کرواسی بود.

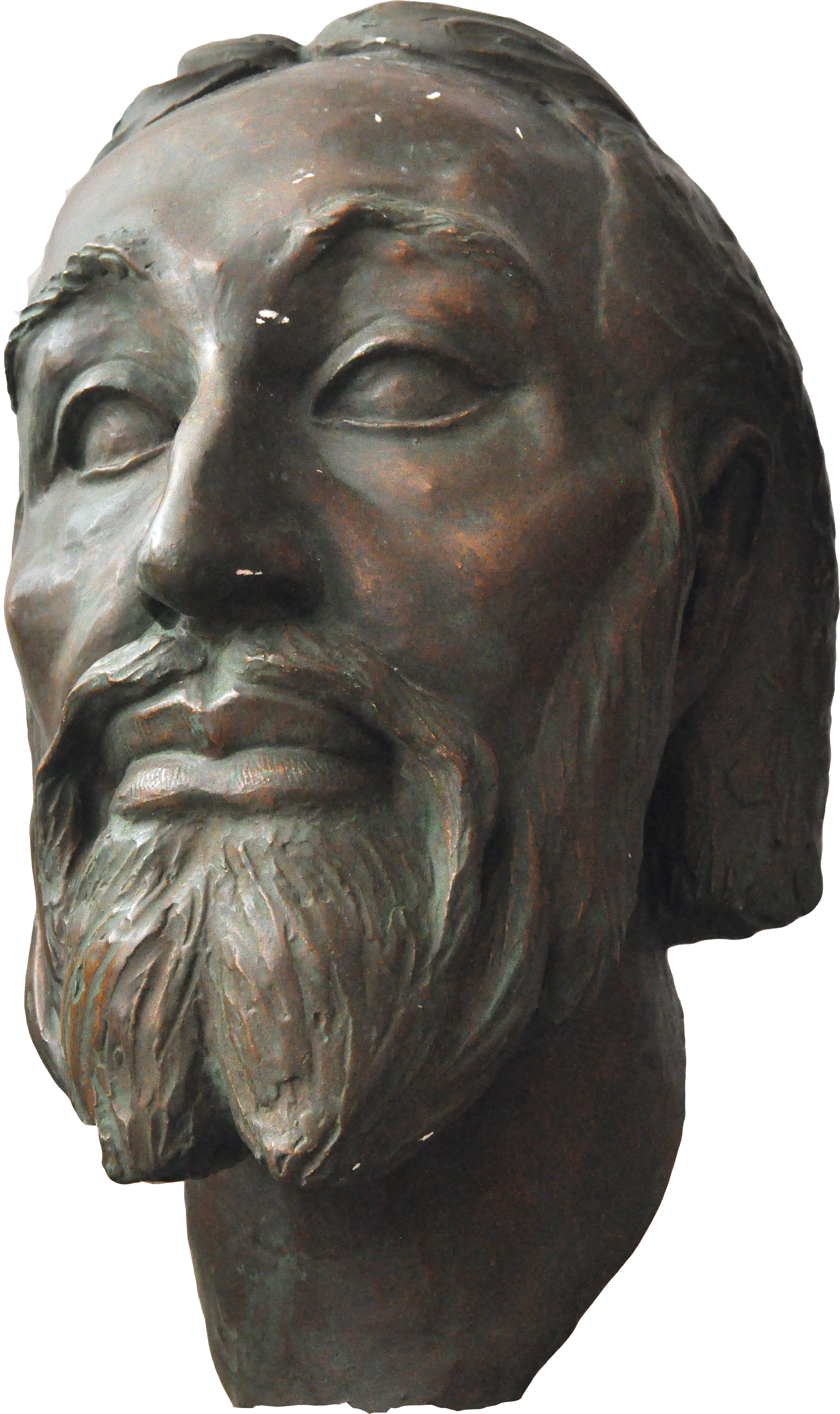
سردیس بلای دوم

بلا تنها پسر آلموش - مدعی تاج و تخت - بود. در کودکی به دست عمویش کالمان کور شد، کالمان بدین سان می‌خواست جانشینی پسرش ایشتوان دوم را بیمه‌کند. بلا تا زمان زندگی کالمان زندگیش را در صومعه‌های گوناگون گذراند، تا اینکه پسر عمویش ایشتوان بر تخت نشست و در این زمان بلا را به دربار خویش فراخواند. با مرگ ایشتوان بلای دوم با وجود نابینایی به پادشاهی رسید، ولی دچار شورش فردی به نام بوریس شد که ادعا می‌کرد پسر کالمان است و وارث تاج وتخت. بوریس با یاری همسایگان به جنگ با بلای دوم پرداخت.
بلای دوم توانست بخش‌هایی از دالماتیا را از جمهوری ونیز پس بگیرد.
مرگ بلای دوم بر اثر زیاده‌روی در مصرف الکل روی‌داد.